# Gołyń
Gołyń – wieś w Polsce położona w województwie łódzkim, w powiecie rawskim, w gminie Biała Rawska.
Wieś szlachecka położona była w drugiej połowie XVI wieku w powiecie bielskim ziemi rawskiej województwa rawskiego. W latach 1975–1998 miejscowość administracyjnie należała do województwa skierniewickiego.
Wieś leży w północno-wschodniej części województwa łódzkiego i usytuowana jest pomiędzy miejscowościami Mszczonów i Rawa Mazowiecka, około 2 km od drogi szybkiego ruchu Warszawa – Katowice (E-67).
Osada leży wśród pól i sadów, a zamieszkana jest przez około 130 mieszkańców.
W odległości niespełna 1 km od Gołynia leży wieś Antoninów.

## Historia

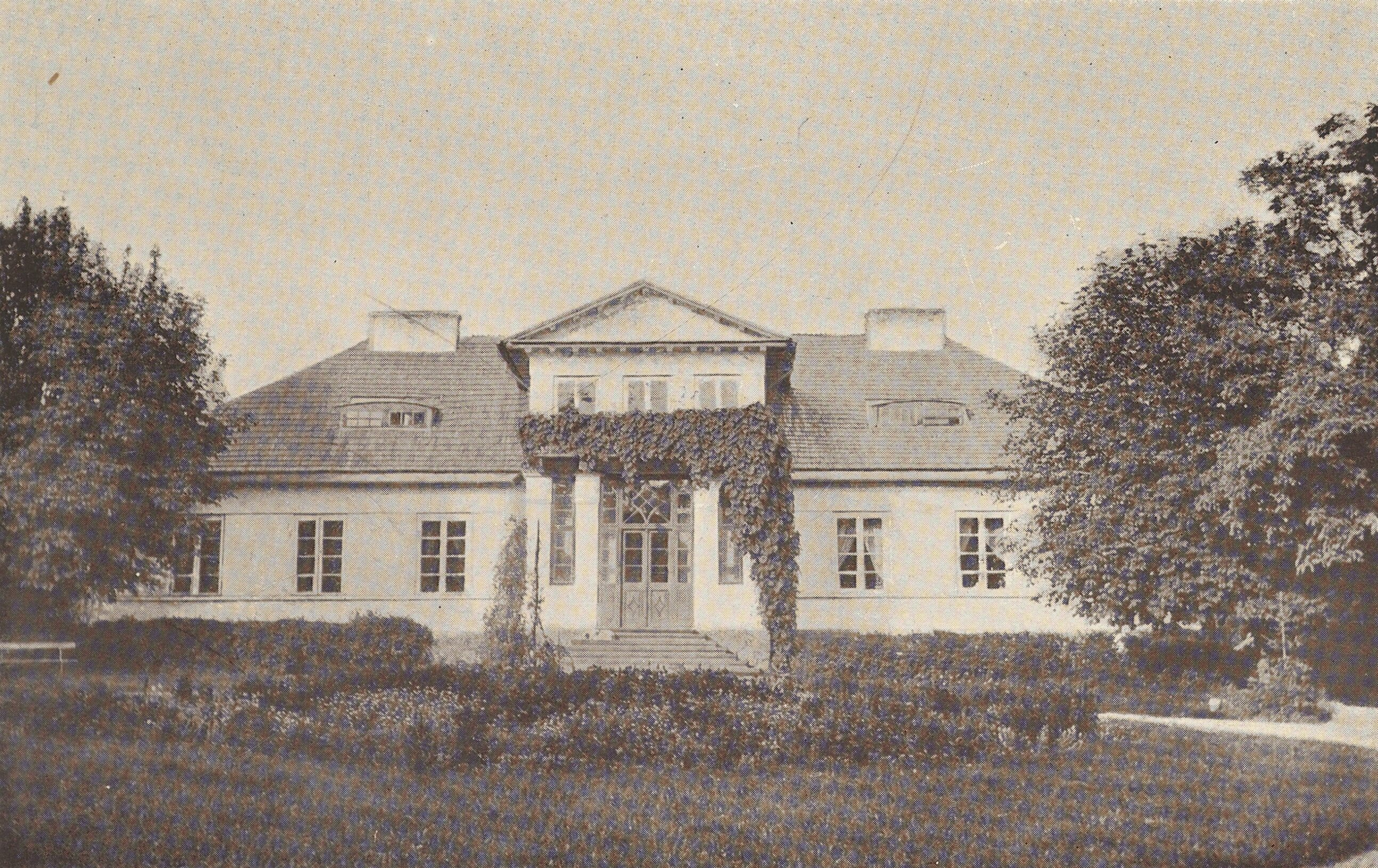
Dwór przed 1911

Wieś występuje w dokumentach historycznych już w 1404 r. 
Od początków XVIII wieku dobra wsi Gołyń należały do rodziny Rylskich. W 1807 roku zostały one nabyte od braci Baltazara i Szymona Rylskich przez Ignacego Woyczyńskiego. Po śmierci Ignacego Woyczyńskiego w 1820 roku dobra przeszły w ręce jego żony Nepomuceny z Trzcińskich. W 1825 roku dotychczasowa właścicielka uczyniła swoim plenipotentem syna Stanisława Woyczyńskiego. 
W 1827 roku było w Gołyniu 19 domów i 127 mieszkańców. Folwark wraz z wsią posiadał 859 mórg ziemi, w tym gruntów ornych i ogrodów 722 morgi, 8 mórg łąk, 64 morgi pastwisk, 47 mórg lasu oraz 18 mórg nieużytków. Stosowano płodozmian 10 polowy. Budynków murowanych było 5. We wsi Gołyń mieszkało również 24 osadników z gruntami. Od 1828 roku wieś Gołyń należała do Kacpra Lesiewskiego, a następnie do jego następców Adama, Józefa i Romany. W 1837 roku majątek nabył Adam Józef Sułowski i przekazał swojemu synowi Mieczysławowi. Staraniem Mieczysława Sułowskiego około 1850 roku na kamiennych fundamentach starego dworu, powstał nowy murowany z cegły. Dwór przybrał formę neoklasycystycznego i został założony na planie prostokąta z frontowym ryzalitem na osi. Został zrealizowany jako dwutraktowy, parterowy z facjatką, częściowo podpiwniczony, z dachem czterospadowym, krytym blachą. W rękach rodziny Sułowskich dobra Gołyń pozostawały do początku XX wieku. W 1911 roku Gołyń nabył Stanisław Stefanowicz. 
Następnie w dniu 30 czerwca 1914 roku na mocy "aktu zeznanego w księdze wieczystej" dobra ziemskie Gołyń, obejmujące wówczas obszar 184 hektarów, nabył Józef Chrystowski. Na początku lat trzydziestych XX w. majątek ziemski wraz z dworem, został przekazany przez Józefa Chrystowskiego córce Halinie Brejnakowskiej. Jednakże faktyczny zarząd folwarkiem sprawował mąż Haliny Brejnakowskiej – Władysław Brejnakowski. W 1935 roku zmarł Józef Chrystowski, a dobra przejęła jego córka wraz z mężem. W 1945 roku Halina i Władysław Brejnakowski zostali wyrzuceni z majątku przez władze komunistyczne, zaś sam majątek został rozparcelowany. Natomiast we dworze założono szkołę podstawową, która funkcjonowała do końca lat osiemdziesiątych XX wieku. W 1989 roku planowano we dworze umieszczenie Domu Pracy Twórczej, jednakże nic z tych planów nie wyszło. W 1993 roku dwór wraz z parkiem krajobrazowym odzyskali Halina i Władysław Brejnakowscy, którzy następnie przekazali go swojemu siostrzeńcowi, architektowi, Jackowi Zamościk.

## Zabytki
Według rejestru zabytków Narodowego Instytutu Dziedzictwa na listę zabytków wpisane są obiekty:
- zespół dworski, 2 poł. XIX w.:
  - dwór, nr rej.: 592 z 28.07.1983
  - park, nr rej.: 493 z 16.09.1978
    - pomniki przyrody: drzewa parkowe